# 朝倉景綱
朝倉景綱（あさくら かげつな，?-?），戰國時代武將。朝倉氏一門眾。兵庫助。越前國織田城城主。

## 生平
元龜元年（1570年）4月，織田信長大舉進攻越前國，一連拿下手筒山城、金崎城，朝倉義景讓朝倉景綱率領五百人鎮守織田城，防備河野口一帶後在天正元年（1573年）8月，朝倉義景在刀根山之戰慘敗於信長之時（一乘谷之戰），朝倉景綱也無視朝倉義景集結敗兵迎敵的命令，擅自帶領士兵回歸織田城。
當朝倉義景在賢松寺被朝倉景鏡逼迫自盡後，越前國就變成了信長的領地後，朝倉景綱與朝倉景健、朝倉景鏡一同投降織田家，當年11月，在信長安排下，朝倉景綱以居城織田城，改姓為織田景綱。
但天正二年（1574年）時越前一向一揆蜂起，織田城僅有3000守軍，遠比一向一揆還少，因此朝倉景綱留下5.6百守軍守城，連同妻子趁夜乘船逃往敦賀，從此下落不明。